# Bogdan Gola
Bogdan Gola – chórmistrz i dyrygent. Profesor Uniwersytetu Muzycznego Fryderyka Chopina w Warszawie. 
Absolwent Państwowej Szkoły Muzycznej im. Braci Szafranków w Rybniku oraz Akademii Muzycznej w Katowicach. Kierował chórami w Bytomiu, Opolu, Katowicach i Warszawie. Był twórcą Zespołu Muzyki Dawnej „All Antico” oraz Chóru Polifonicznego „Sacri Concentus”. Zasłynął jako dyrygent Chóru Teatru Wielkiego – Opery Narodowej w Warszawie.
W kadencji 2008–2020 pełnił funkcję kierownika Katedry Dyrygentury Chóralnej Uniwersytetu Muzycznego Fryderyka Chopina. W roku 2001 otrzymał tytuł naukowy profesora sztuk muzycznych. Za pracę artystyczną i pedagogiczną został uhonorowany Srebrnym Medalem „Zasłużony Kulturze Gloria Artis”. 